# Even the Bad Times Are Good
Even the Bad Times Are Good är en poplåt skriven av kompositörduon Peter Callander och Mitch Murray. Låten spelades 1967 in av The Tremeloes som gav ut den som uppföljarsingel till deras stora hit "Silence Is Golden". Låttexten handlar om en man som klarar av att leva under svåra förhållanden tack vare kärleken till en kvinna. Den blev populär i flera länder, men inte riktigt lika stor som nämnda låt.

## Listplaceringar
| Lista (1967)   | Position               |
| -------------- | ---------------------- |
| Danmark        | 13 (DR "Top 20")       |
| Finland        | 22                     |
| Flandern       | 9                      |
| Irland         | 7                      |
| Kanada         | 7 (RPM)                |
| Nederländerna  | 3                      |
| Nya Zeeland    | 2                      |
| Storbritannien | 4                      |
| Sverige        | 5 (Kvällstoppen)       |
| Sverige        | 2 (Tio i topp)         |
| USA            | 36 (Billboard Hot 100) |
| Vallonien      | 8                      |
| Västtyskland   | 18                     |